# Zerbst/Anhalt
Zerbst, officiellt Zerbst/Anhalt, Zerbst in Anhalt, är en stad i Tyskland, belägen i Landkreis Anhalt-Bitterfeld i förbundslandet Sachsen-Anhalt, omkring 40 km sydost om förbundslandets huvudstad Magdeburg och 120 km sydväst om Berlin. Staden fick sina nuvarande gränser 2010, efter en större sammanslagning av sammanlagt 21 mindre kommuner i det dåvarande kommunalförbundet Verwaltungsgemeinschaft Elbe-Ehle-Nuthe.

## Geografi
Zerbsts stadskärna ligger omkring 13 km norr om floden Elbe, ungefär halvvägs mellan Magdeburg och Wittenberg.  I staden förenas den sydliga armen av floden Nuthe med tillflöden från norr och öster. Topografin omkring staden domineras av den svaga lutningen ned i riktning mot Elbe.

## Historia
Området omnämns första gången som Ciervisti år 949, troligen då på platsen för en tidigare slavisk bosättning. Orten urbs Zirwisti omnämns i Thietmar av Merseburgs krönika 1018, där han skriver att platsen intogs av Boleslav I av Polen i hans konflikt med kejsaren Henrik II år 1007, och att invånare från staden tillfångatogs. Markgreven Albrekt Björnen lät under 1100-talet uppföra en borg med vallgrav på platsen för en tidigare slavisk befästning. Under första hälften av 1200-talet växte en stadsbildning fram på platsen och stadsmurarna uppfördes omkring 1250. 
År 1307 köptes staden av Albrekt I av Anhalt, son till Siegfried I av Anhalt och Katarina Birgersdotter och därmed dotterson till Birger Jarl. Från denna tid var huset Askanien herrar till Anhalt-Zerbst.
Staden hamnade flera gånger i konflikt med länsherrarna om stadens rättigheter mellan mitten av 1300-talet och slutet av 1400-talet.

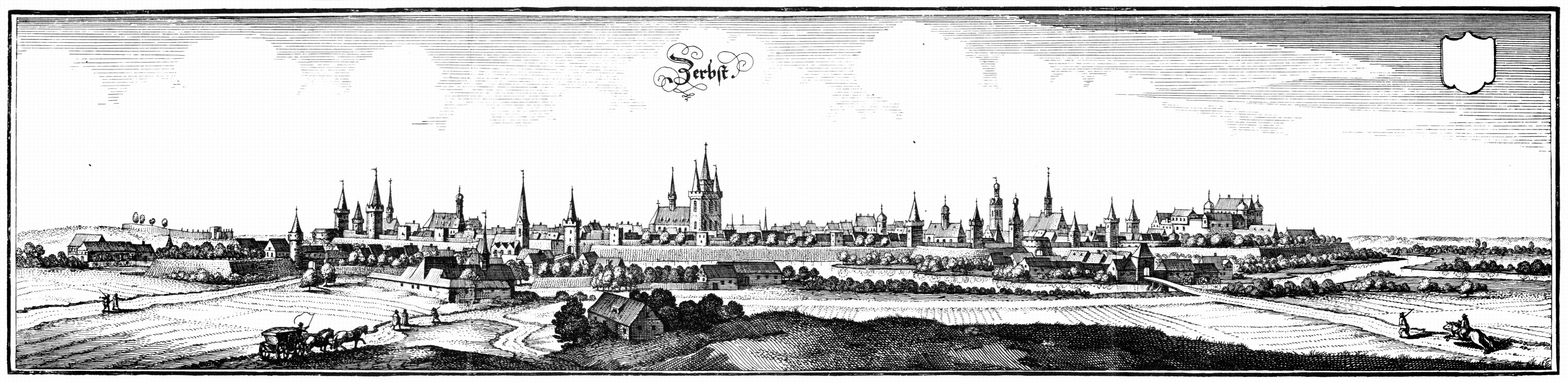
Zerbst omkring år 1650. Kopparstick av Matthäus Merian den äldre.

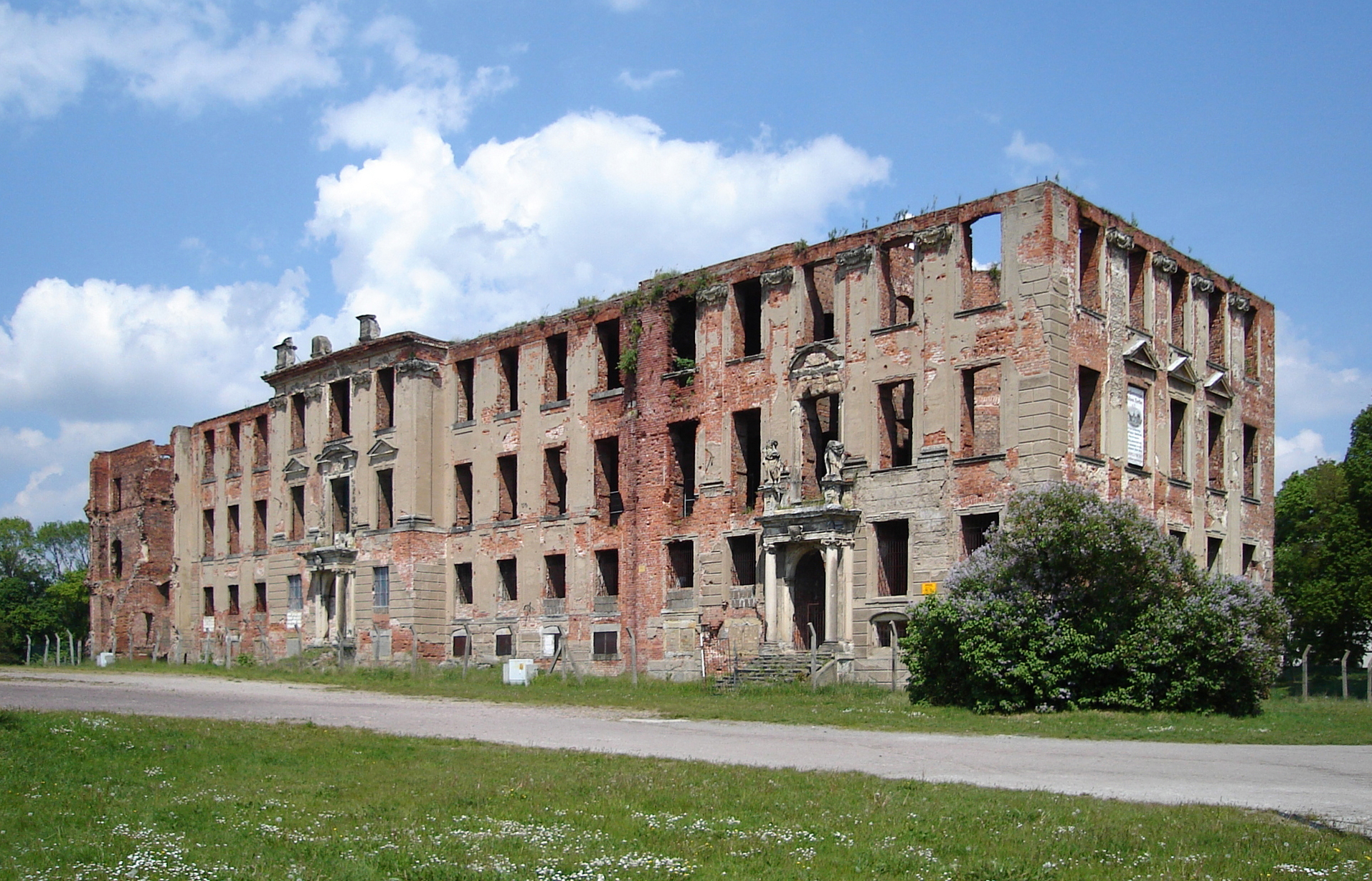
Av det furstliga barockslottet återstår sedan 1945 endast ruinen av östflygeln, som befinner sig under renovering.

Staden var från 1603 till 1793 residensstad i furstendömet Anhalt-Zerbst. Katarina II av Ryssland, dotter till fursten Kristian August av Anhalt-Zerbst, tillbringade som prinsessa av Anhalt-Zerbst åren 1742-1744 i staden vid sin fars hov.
Staden förstördes till 80 procent i bombningar och det påföljande amerikanska artilleribombardemanget i april 1945, under andra världskriget. Bland de historiska byggnader som helt eller till större delen förstördes fanns bland andra barockslottet, så när som på en del av ostflygeln, Nikolaikyrkan, Sankt Bartholomeikyrkan, rådhuset och de flesta av de historiska borgarhusen. Den utbrända Trinitatiskyrkan renoverades successivt under DDR-epoken och 1990-talet och är idag kyrka för en luthersk församling.

## Kommunikationer
Staden har en järnvägsstation på järnvägen Magdeburg - Dessau-Rosslau, som trafikeras av regionalexpresståg.
Genom staden passerar förbundsvägen Bundesstrasse 184 (Leipzig – Magdeburg). I staden börjar även Bundesstrasse 187a mot Köthen.

## Kända Zerbstbor
Staden är i världshistorien förknippad med kejsarinnan Katarina den stora av Ryssland, som föddes som prinsessa av Anhalt-Zerbst. Även kompositören Johann Friedrich Fasch, som verkade i Zerbst i många år, förknippas med staden. Till Faschs minne anordnas sedan 1983 en Faschfestival i staden vartannat år.
- Uwe Ampler (född 1964), tävlingscyklist, VM- och OS-guldmedaljör.
- Carl Friedrich Christian Fasch (1736-1800), kompositör. Son till violinisten och kompositören Johann Friedrich Fasch, som var kapellmästare i Zerbst 1722-1758.
- Katarina II av Ryssland (1729-1796), född Sophie Friederike Auguste, prinsessa av Anhalt-Zerbst och kejsarinna av Ryssland. Bosatt i Zerbst 1742-1744.
- Carl Friedrich Ferdinand Sintenis (1804-1868), jurist.
- Gustav Adolf Harald Stenzel (1792-1854), historiker.